# Цена жизни (фильм, 1966)
«Цена жизни» (итал. El precio de un hombre) — испано-итальянский спагетти-вестерн 1966 года, снятый Эухенио Мартином. Дебютный фильм Томаса Милиана как актёра в этом жанре. Также это первый испанский вестерн, который получил финансирование от правительства Испании.

## Сюжет
Охотник за головами Люк Джилсон вступает в схватку с мексиканским бандитом Хосе Гомесом и его бандой. Он следует за ними через пустыню, в маленькую мексиканскую деревню. Там Гомесу удаётся настроить местных жителей против Джисона, в результате чего тот попадает в ловушку.
Но вскоре Гомес с товарищами начинает издеваться над горожанами и убивать одного за другим, и те вынуждены освободить охотника за головами, чтобы он помог им справиться с безжалостными бандитами.

## В ролях
| Актёр           | Роль         |
| --------------- | ------------ |
| Томас Милиан    | Хосе Гомес   |
| Ричард Уайлер   | Люк Джилсон  |
| Марио Брега     | Мигель       |
| Галина Залевска | Эден         |
| Мануэль Сарсо   | Марти Хефнер |

## Демонстрация на кинофестивалях
Фильм был показан на 64-й Венецианском кинофестивале, как ретроспектива спагетти-вестернов.